# Eleição da sede da Copa do Mundo FIFA de 2030 e 2034
A eleição da sede da Copa do Mundo FIFA de 2030 e 2034 foi um processo feito pela Federação Internacional de Futebol (FIFA) que formalizou as candidaturas conjuntas de Portugal, Espanha e Marrocos, além de Argentina, Paraguai e Uruguai em 4 de outubro de 2023 como sedes da Copa do Mundo FIFA de 2030 e da Arábia Saudita como sede da Copa do Mundo FIFA de 2034 em 31 de outubro de 2023.
Mesmo com a escolha das sedes, ainda restaria a avaliação pelo colégio eleitoral através de uma votação no final de 2024, o que levou a candidatura tripla de Portugal, Espanha e Marrocos a oficializar o projeto em 19 de março de 2024. Além da confirmação formal das sedes da Copa de 2030, também houve no mesmo dia a ser definido a avaliação da Arábia Saudita como sede da Copa do Mundo FIFA de 2034, que oficializou a sua candidatura em 1 de março de 2024. Os dois projetos foram aprovados no dia 11 de dezembro de 2024.

## Cronologia

Mapa do mundo com todas as seis confederações afiliadas a FIFA.

O Conselho da FIFA decidiu, em 30 de maio de 2015, que qualquer país poderia concorrer ao processo de escolha da sede do Mundial, desde que sua Confederação não tivesse sediado a competição anterior por um dos seus membros. No caso de 2030, as nações afiliadas da CONCACAF não poderão receber o evento (pois a citada Confederação a sediará em 2026).
Em outubro de 2016, o Conselho da FIFA aprovou o critério geral que os membros associados às Confederações que tenham países que sediaram as duas últimas Copas (a AFC, que sediou a Copa de 2022, e a CONCACAF, que sediará a Copa de 2026) ficarão inelegíveis para o processo de escolha da sede para o Mundial FIFA de 2030. Contudo, o Conselho da FIFA terá o poder de conceder elegibilidade às federações membros da Confederação da penúltima anfitriã da Copa do Mundo FIFA (neste caso, a AFC) e abrir o processo de licitação a todas as interessadas, no caso de nenhuma das propostas recebidas satisfazerem os rigorosos requisitos técnicos e financeiros.
Inicialmente, a definição da próxima sede estava prevista para acontecer no terceiro trimestre de 2024, sendo posteriormente adiado para o quarto trimestre do mesmo ano, podendo ocorrer em setembro ou outubro daquele ano. No entanto, por decisão unânime da FIFA, o processo de escolha acabou acontecendo no dia 4 de outubro de 2023, cancelando o pleito previsto para o ano seguinte. No mesmo dia, foi aberto o processo de registro de candidaturas para 2034, fazendo com que as nações afiliadas da CONMEBOL, UEFA e CAF ficassem inelegíveis para este pleito.

## Candidaturas

### Projetos escolhidos para a Copa do Mundo FIFA de 2030

##### PelaCONMEBOL
Argentina,  Paraguai e  Uruguai

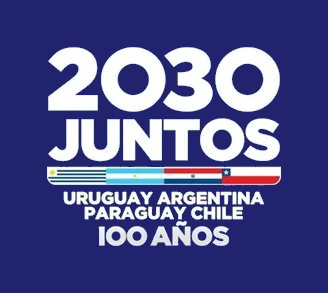
Logo representativo da candidatura sul-americana para receber a Copa do Mundo FIFA de 2030.

Em 31 de agosto de 2017, horas antes do clássico entre Argentina e Uruguai pela 15ª rodada das Eliminatórias da Copa do Mundo FIFA de 2018, os jogadores Lionel Messi e Luis Alberto Suárez encabeçaram uma pré-campanha para a Copa do Mundo de 2030 em um projeto conjunto entre Argentina e Uruguai. A ideia era que os dois países dividissem a copa aproveitando o novo formato e que tal decisão se ratificaria pelo centenário do mundial como evento oficial da FIFA, que teve a sua primeira edição no Uruguai. Em 4 de outubro de 2017, foi oficializada a entrada do Paraguai no projeto durante uma reunião na Casa Rosada em Buenos Aires. O país já havia demonstrado interesse em agosto do mesmo ano.
Os primeiros boatos sobre a candidatura sul-americana envolviam uma suposta entrada do Brasil no projeto, usando as cidades de Porto Alegre e Curitiba para receber algumas partidas, fato que não chegou a ser concretizado. Outro boato foi a entrada do Chile no consórcio, que viria a se concretizar em fevereiro de 2019.
Em 7 de fevereiro de 2023, a candidatura quádrupla foi oficialmente lançada na sede da Asociación del Fútbol Argentino (AFA). Antes disso, o consórcio já havia lançado uma logomarca com o nome dos quatro países e usando o slogan "2030 Juntos".
Com a definição da sede, os três países devem receber apenas as partidas inaugurais entre os dias 8 e 9 de junho de 2030, com as seleções que vão compor a chave receberem um descanso de duas semanas.

##### PelaUEFAeCAF
Portugal,  Espanha e  Marrocos
Inicialmente, segundo a imprensa espanhola (através da rádio Cadena Ser), o seu país poderia apresentar uma campanha conjunta para sediar o Euro 2028 com Portugal, ou a Copa do Mundo FIFA de 2030 junto com o seu vizinho da Península Ibérica (desmentido em tal momento pelo jornal desportivo Marca). Contudo, um convite feito às autoridades marroquinas pelo presidente do governo espanhol, Pedro Sánchez, para uma campanha tripla e intercontinental, deu o mote para a inserção do país africano nesta proposta de candidatura. Sem resposta das autoridades marroquinas quanto a uma candidatura tripla, os dois países da Península Ibérica passaram planear receber juntos este torneio mundial de futebol, na edição de 2030.
A 7 de outubro, Fernando Soares Gomes da Silva, presidente da Federação Portuguesa de Futebol (FPF), e Luis Rubiales, então homólogo da Real Federação Espanhola de Futebol (RFEF), assinaram, antes do um encontro particular entre Portugal e Espanha, um acordo tendo em vista a candidatura conjunta à organização do Mundial de 2030, com final prevista para o estádio Santiago Bernabéu, em Madrid.
O Marrocos até então já havia lançado novamente uma candidatura solo, uma vez que no pleito de 2026, o país acabou sendo derrotado pela candidatura tripla dos Estados Unidos, México e Canadá. Também havia boatos que a candidatura africana poderia ser quíntupla com a entrada da Argélia, Egito, Líbia e Tunísia. Em 2023, o Marrocos passaria a encabeçar o projeto junto com Portugal e Espanha, substituindo a Ucrânia.
Com a definição da sede, os três países devem receber os jogos inaugurais pela chave que vai encabeçar os jogos de estreia e a partir da segunda rodada, recebe os jogos da chave de Argentina, Uruguai e Paraguai, ficando com a maioria da competição.

### Candidaturas anunciadas neste pleito que não avançaram

#### PelaUEFA
Ucrânia
A 5 de outubro de 2022 foi anunciada a inclusão da Ucrânia à candidatura ibérica, em Nyon, na Suíça. Mas, em março de 2023 o prolongamento da guerra e detenção no final de novembro de 2022 de Andriy Pavelko, presidente da Federação Ucraniana de Futebol, fez com que a Ucrânia acabasse por desistir da proposta e foi substituida por Marrocos, que oficialmente juntou-se à candidatura ibérica a 14 de março de 2023.
 Grécia,  Bulgária,  Sérvia e  Roménia
Em um primeiro momento, o político grego e membro do Parlamento Europeu, Georgios Karatzaferis, havia sugerido a proposta de candidatura tripla para o Mundial de 2030 (com Chipre e Israel) ao seu primeiro-ministro, Aléxis Tsípras. Contudo, esta proposta passou a ser de uma candidatura feita por quatro nações, segundo as palavras do primeiro ministro búlgaro, Boyko Borisov, durante a reunião do Balkan Four no início de novembro de 2018.
Contudo, em 25 de fevereiro de 2019, os mandatários destas quatro nações europeias oficializaram a candidatura conjunta, visando sediar a Copa do Mundo FIFA de 2030. Esta é, igualmente, uma campanha quadrupla para receber a Eurocopa de 2028.

### Interesses em candidaturas

#### PelaCAF
Egito

O país, nas palavras do seu ministro dos Esportes, poderia oficializar sua candidatura para receber este evento do futebol.
 Camarões
A possibilidade de uma candidatura camaronesa estaria ligada à questão de Marrocos ir adiante com o seu pleito (segundo o candidato à presidência de Camarões, Joshua Osih).

#### PelaUEFA
Inglaterra,  País de Gales,  Escócia,  Irlanda do Norte e  Irlanda
As nações que formam o Reino Unido e a Irlanda estariam unidas em uma campanha para receber o Mundial da FIFA em 2030. Como adesão ao pleito, em 4 de setembro de 2018, a Irlanda começou a mostrar interesse em integrar-se nesta candidatura conjunta.

#### PelaCONMEBOL
Equador,  Colômbia e  Peru
Em 7 de novembro de 2019, o na época presidente do Equador, Lenín Moreno, anunciou em suas redes sociais que estava em conversas com os presidentes da Colômbia e Peru para uma candidatura conjunta para a Copa 2030. Uma semana depois o presidente colombiano, Iván Duque, confirmou a intenção.

### Candidaturas inelegíveis

#### PelaAFC
Coreia do Sul (pendente, com  Coreia do Norte,  China e  Japão)
A Coreia do Sul estaria a receber o apoio de outros três países asiáticos, visando uma candidatura conjunta para sediar a Copa do Mundo FIFA de 2030. O apelo ganhou consistência após as conversações mais recentes entre os líderes das duas Coreias.

Deve-se ressaltar que, neste momento, os países afiliados à AFC não estão oficialmente elegíveis para receber a edição de 2030 desta competição.
 Austrália
Em 2021, Rod McGeoch, supervisor da candidatura de Sydney aos Jogos Olímpicos de Verão de 2000, disse em entrevista ao jornal The Australian que o país estaria preparando uma candidatura para a Copa 2030.
O CEO da Federação de Futebol da Austrália, James Johnson, declarou que sediar, em 2030 ou, visto uma possível dificuldade, em 2034, seria uma boa oportunidade de impulsionar o momento esportivo australiano, que irá sediar a Copa do Mundo de Futebol Feminino de 2023 (junto à Nova Zelândia) e os Jogos Olímpicos de Verão de 2032 (em Brisbane), citando os exemplos recentes do Canadá e Brasil.

### Projeto escolhido para a Copa do Mundo FIFA de 2034
Arábia Saudita
Depois de a Arábia Saudita ter abandonado a sua candidatura para 2030, juntamente com a Grécia e o Egito, mudou a sua candidatura para uma candidatura individual para 2034. Se a candidatura for bem-sucedida, estratégias semelhantes às da Copa do Mundo FIFA de 2022 no Catar poderão ser usadas para mitigar o calor do verão no país, embora tenham insistido em um plano para sediar no verão. A candidatura do país foi anunciada em 4 de outubro de 2023. Em 5 de outubro de 2023, o presidente da AFC, Sheikh Salman bin Ibrahim Al Khalifa, apoiou a candidatura da Arábia Saudita.
A Arábia Saudita já possuía uma vasta experiência em torneios FIFA, sendo inclusive sede das primeiras edições da extinta Copa das Confederações nos anos de 1992, 1995 (as duas primeiras como Copa Rei Fahd) e 1997. Além disso, também foi sede da Copa do Mundo de Clubes em 2023.
O país oficializou a sua candidatura no dia 9 de outubro de 2023, conseguindo o apoio de 70 federações. Em 31 de outubro, data limite da apresentação das candidaturas, a FIFA anunciou que apenas a Arábia Saudita manifestou interesse em receber o mundial de 2034 após a desistência da Austrália. Horas após o anúncio, o presidente Gianni Infantino confirmou a Arábia Saudita como a próxima sede do Mundial. No entanto, a oficialização deverá ocorrer apenas no final de 2024, uma vez que o país ainda deve passar pelo processo de avaliação do colégio eleitoral. Em 1.° de março de 2024, o país lança a sua candidatura formal.

### Interesses em candidaturas

#### PelaAFC
Associação de Nações do Sudeste Asiático (ASEAN)
A primeira licitação para a Copa do Mundo de 2034 foi proposta como uma oferta coletiva pelos membros da Associação de Nações do Sudeste Asiático (ASEAN). A ideia de uma oferta combinada da ASEAN já havia sido anunciada em janeiro de 2011, quando o ex-presidente da Associação de Futebol de Singapura, Zainudin Nordin, disse que a proposta foi feita em uma reunião da ASEAN, apesar do fato de que esses países não podiam licitar (como é o caso das associações nacionais). Em 2013, o presidente da Nordin e da Special Olympics Malaysia, Datuk Mohamed Feisol Hassan, lembrou a ideia da ASEAN sediar uma Copa do Mundo. Sob as regras da FIFA a partir de 2017, a Copa do Mundo de 2030 não pode ser realizada na Ásia (AFC), já que os membros da Confederação Asiática de Futebol estão excluídos da licitação após a seleção do Qatar em 2022. Portanto, o primeiro pedido de candidatura de um membro do AFC poderia ser feito somente para o evento de 2034.
Mais tarde, a Malásia se retirou do envolvimento, mas Singapura e outros países da ASEAN continuaram a campanha para apresentar uma proposta conjunta para a Copa do Mundo de 2034. Em fevereiro de 2017, a ASEAN manteve conversações sobre o lançamento de uma oferta conjunta durante a visita do presidente da FIFA Gianni Infantino a Yangon, Myanmar. Em 1 de julho de 2017, o vice-presidente-geral da Associação de Futebol da Indonésia, Joko Driyono, disse que a Indonésia e a Tailândia deveriam liderar um consórcio de nações do Sudeste Asiático na disputa. Driyono acrescentou que devido a considerações geográficas e de infra-estrutura e ao formato expandido (48 equipes), pelo menos dois ou três países da ASEAN combinados estariam em uma posição necessária para sediar as partidas.
Em setembro de 2017, o vice-presidente do Campeonato Tailandês de Futebol, Benjamin Tan, na reunião do Conselho da Federação de Futebol da ASEAN (AFF), confirmou que sua associação "colocou em seu interesse licitar e co-sediar" a Copa do Mundo de 2034 com a Indonésia. Na mesma ocasião, o Secretário Geral da AFF, Dato Sri Azzuddin Ahmad, confirmou que a Indonésia e a Tailândia apresentarão uma proposta conjunta. A Indonésia é o único país do sudeste asiático a ter participado de uma Copa do Mundo da FIFA, quando o território era ainda conhecido como Índias Orientais Neerlandesas.
No entanto, em junho de 2018, o membro do comitê executivo da FIFA e príncipe herdeiro e regente de Pahang, Tengku Abdullah, que também é ex-presidente da Associação de Futebol da Malásia (FAM), manifestou interesse em se juntar aos três países para sediar a Copa do Mundo de maneira conjunta. Estas quatro nações organizaram em conjunto um evento de futebol antes da Copa Asiática da Ásia de 2007.

Já em 2019, após reunião da ASEAN, o Ministro de Turismo e Esporte da Tailândia, Phiphat Ratchakitprakarn, reafirmou o desejo do grupo de propor uma candidatura conjunta, com os países-sedes propostos sendo Singapura, Indonésia, Malásia, Tailândia e Vietnã.
 China
Buscando impulsionar a China no mundo do futebol, o presidente Xi Jinping declarou que deseja que o país se classifique novamente para uma Copa do Mundo (a última foi em 2002), sedie uma e, eventualmente, seja campeã. Com as Copas de 2026 e 2030 já com sedes definidas, a edição de 2034 como as seguintes podem ter propostas do país asiático.

#### Desistências
Austrália (pendente com  Malásia,  Singapura e  Indonésia)
Em maio de 2023, o executivo-chefe da Federação de Futebol da Austrália, James Johnson, anunciou que o país teria um interesse em participar do pleito, uma vez que já chegou a ser um dos finalistas para a edição de 2022, vencida pelo Catar. A declaração foi feita durante uma reunião de preparação para a Copa do Mundo de Futebol Feminino, que foi sediada junto com a Nova Zelândia.
Em 11 de outubro de 2023, o jornal francês RMC Sport, anunciou que a Federação Indonésia de Futebol estaria negociando com a Austrália um projeto de candidatura conjunta para esta copa e que visitou a Malásia e Singapura para compor o pleito. Porém, no dia 31, a Australia Football (órgão que representa a confederação local) optou por desistir da candidatura do país após uma longa análise, além do favoritismo da Arábia Saudita com apoio de diversas federações.

#### Impedimentos
A Confederação Africana de Futebol havia apresentado entre 2018 e 2019 as candidaturas de Egito, Nigéria e Zimbábue, porém com a confirmação do Marrocos como sede da Copa do Mundo de 2030, foram obrigados a retirar suas candidaturas.
-  Egito

Em 2018, o Ashraf Sobhy, Ministro de Esportes e da Juventude do Egito, declarou que existe a possibilidade de uma candidatura do país tanto para as Copas do Mundo FIFA de 2030 e 2034 como para os Jogos Olímpicos de Verão de 2032.
-  Nigéria

Estuda-se, a partir das condições sócio-econômicas atuais, uma candidatura futura da Nigéria para sediar o mundial de 2034, seja como nação única ou em um pleito com mais países.
-  Zimbabwe

O ministro do Turismo deste país, Walter Mzembi, revelou um plano para que sua nação receba a Copa do Mundo FIFA de 2034.

## Controvérsias

### Exclusão do Chile na candidatura da Copa de 2030
Após a definição das candidaturas de Argentina, Paraguai e Uruguai, o Chile, que até então encabeçava a campanha para a Copa de 2030 pelo lado sul-americano, acabou ficando de fora do anúncio das próximas sedes. A decisão acabou irritando dirigentes e a imprensa local, como no caso do periódico La Tercera, classificando o anúncio como "papelão mundial", além de tecer críticas à FIFA e ao governo chileno e a Associação Nacional de Futebol Profissional do Chile (ANFP). A ANFP, através do presidente Pablo Milad, classificou a escolha como questionável e destacou que a exclusão do Chile foi uma maneira de equilibrar a divisão dos jogos, uma vez que o lado sul-americano tinha quatro países, além da prioridade do Uruguai por ser o ponto inicial da Copa do Mundo.

### Escolha da Arábia Saudita para 2034
A decisão de levar a Copa do Mundo de 2034 para o país levantou questões envolvendo direitos humanos, algo semelhante ao ocorrido com a escolha do Catar para a Copa do Mundo FIFA de 2022, tendo ampla repercussão negativa e manifestação de entidades ligadas ao tema. A Amnesty International enviou um ofídio à FIFA no dia 11 de novembro de 2024 pedindo a suspensão do processo de votação para esta Copa, manifestando preocupação com as leis do país. Em 21 de novembro, a ITUC-Africa apresentou uma queixa às Nações Unidas sobre os maus-tratos aos trabalhadores migrantes africanos na Arábia Saudita e alertou que a Copa do Mundo FIFA de 2034 poderia ampliar os problemas existentes para os trabalhadores migrantes. Em 25 de novembro, os senadores dos Estados Unidos, Ron Wyden e Dick Durbin, pediram à FIFA que não concedesse a Copa do Mundo FIFA de 2034 à Arábia Saudita, citando preocupações com direitos humanos para cidadãos, trabalhadores, atletas, turistas e membros da imprensa no país, sem garantia de que os direitos humanos seriam respeitados durante o torneio. Três dias depois, os eurodeputados alemães e dinamarqueses, Daniel Freund e Niels Fuglsang, criticaram respectivamente a natureza de portas fechadas da candidatura e sugeriram um boicote se o torneio fosse atribuído à Arábia Saudita, pois acreditavam que era a única forma de garantir a prevenção de violações dos direitos humanos. O Alto Comissário das Nações Unidas para os Direitos Humanos, Volker Türk, apelou à FIFA para manter os direitos humanos como a principal prioridade para acolher o torneio na Arábia Saudita.
Críticas à candidatura do Catar para 2022, as federações da Alemanha, Bélgica, Dinamarca, Inglaterra e Suíça se manifestaram favoráveis à candidatura saudita, assim como evitaram falar sobre qualquer ameaça de boicote.
 

Outra polêmica envolve o clima da região, já que as temperaturas costumam ficar elevadas entre os meses de maio e setembro, o que dificultaria a realização do evento nesse período, uma vez que as temperaturas noturnas mínimas alcançam a casa dos 26-29 °C e temperaturas médias diárias entre 33-37 °C, levando especulações que a competição aconteça entre novembro e dezembro, algo semelhante à Copa do Catar em 2022. Todavia, a dificuldade também se estenderia entre as datas, já que em dezembro se comemora o Ramadão no país, além de Riade ser a sede dos Jogos Asiáticos de 2034.